# Parafia św. Michała Archanioła w Orzegowie
Uzasadnienie:  duplikat -- dwie strony o tym samym kościele

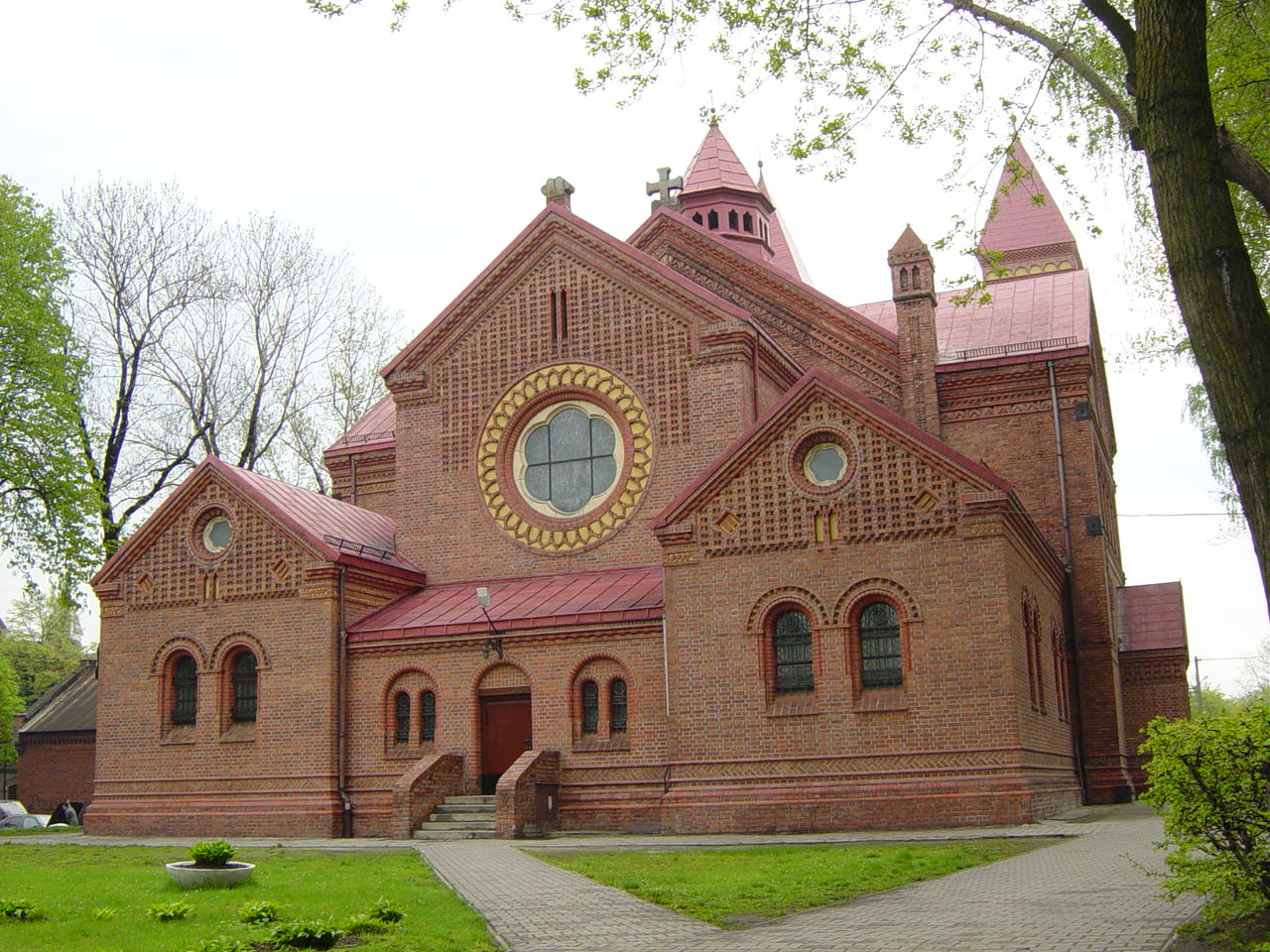

Parafia św. Michała Archanioła – rzymskokatolicka parafia w Orzegowie, dzielnicy Rudy Śląskiej.

## Budowa kościoła
Od początku swego istnienia Orzegów należał do parafii św. Małgorzaty, potem do parafii mariackiej, a od 1888 roku do parafii Trójcy Świętej w Bytomiu, której pierwszy proboszcz ks. Reinhold Schirmeisen został zobowiązany do budowy kościoła w Orzegowie. Budowę kościoła wspomagały finansowo zakłady przemysłowe Schaffgotschów. Projekt architektoniczny wykonał Wilhelm Wieczorek. Pierwszy kościół został wybudowany w latach 1894-95. Wzrost liczby mieszkańców Orzegowa wymusił rozbudowę kościoła. Projekt rozbudowy kościoła w obecnym jego kształcie jest autorstwa Maksymilian Giemsy  z Katowic. Budowę pierwszego kościoła zakończono w 1895 roku; w 1911 roku kościół otrzymał taką formę, jaką posiada obecnie. Konsekracji kościoła dokonał biskup wrocławski Adolf Bertram 6 października 1918 roku.
Kościół ma charakter budowli neoromańskiej, jednonawowej, z nawą poprzeczną, prezbiterium znajdującym się po stronie zachodniej zamkniętym ścianą prostą i dwuwieżową fasadą; strop jest belkowo-kasetonowy, prezbiterium zaś nakryte jest sklepieniem kolebkowym. Do prezbiterium przylegają dwie przeszklone kaplice oddzielone od nawy poprzecznej arkadami. Nawa jest jasna, jednolicie oświetlona wysokimi, zamkniętymi półokrągło oknami.
Do wystroju kościoła należą przepiękne witraże znajdujące się w ścianach nawy poprzecznej z wizerunkami świętych: Jerzego, Jadwigi, Floriana, Agnieszki, Jana Nepomucena, Antoniego z Padwy, Elżbiety, Franciszka, Alojzego Gonzagi, oraz witraże
w bocznych kaplicach: świętych Piotra i Pawła, św. Anny i św. Joachima. Po remoncie generalnym kościoła w 1999 r. dodano wzorowane na witrażach obrazy na deskach: św. Rafała Kalinowskiego, św. Maksymiliana Kolbego, św. Alberta Chmielowskiego, św. Królowej Jadwigi, św. Kingi, bł. Karoliny Kózkówny, bł. Józefa Czempiela, bł. Emila Szramka. Nad trzema wysokimi arkadami oddzielającymi nawę główną od poprzecznej znajdują się namalowane na ścianie wizerunki Archaniołów Rafała i Gabriela.
W prezbiterium znajduje się piękny szafowy ołtarz przedstawiający sceny ewangeliczne w formie tryptyku, nad którym umieszczono okno w kształcie rozety z witrażem przedstawiającym patrona świątyni św. Michała Archanioła depczącego węża.
Organy pochodzą z 1929 roku. W trakcie ich inauguracji grał na nich światowej sławy wirtuoz i kompozytor Feliks Nowowiejski. W 1905 roku do parafii przybyły siostry Elżbietanki, które zamieszkały w klasztorze ufundowanym dla nich przez Spółkę Schaffgotschów. W 1915 roku założyły przedszkole, które prowadzą także dzisiaj. Na terenie parafii usytuowany jest również Dom Pomocy Społecznej „Senior” posiadający swoją kaplicę i kapelana.